# Ерлі (Айова)
Ерлі (англ. Early) — місто (англ. city) в США, в окрузі Сак штату Айова. Населення — 587 осіб (2020).

## Географія
Ерлі розташоване за координатами 42°27′41″ пн. ш. 95°9′9″ зх. д. / 42.46139° пн. ш. 95.15250° зх. д. (42.461427, -95.152376).  За даними Бюро перепису населення США в 2010 році місто мало площу 1,01 км², уся площа — суходіл.

## Демографія
Згідно з переписом 2010 року, у місті мешкало 557 осіб у 246 домогосподарствах у складі 146 родин. Густота населення становила 550 осіб/км².  Було 287 помешкань (284/км²).
Расовий склад населення:
| - 93,2 % — білих - 1,4 % — чорних або афроамериканців - 0,5 % — вихідців з тихоокеанських островів - 0,2 % — корінних американців - 0,2 % — азіатів - 3,1 % — осіб інших рас |

До двох чи більше рас належало 1,4 %. Частка іспаномовних становила 4,5 % від усіх жителів.
За віковим діапазоном населення розподілялося таким чином: 25,5 % — особи молодші 18 років, 58,0 % — особи у віці 18—64 років, 16,5 % — особи у віці 65 років та старші. Медіана віку мешканця становила 40,9 року. На 100 осіб жіночої статі у місті припадало 97,5 чоловіків;  на 100 жінок у віці від 18 років та старших — 99,5 чоловіків також старших 18 років.
Середній дохід на одне домашнє господарство  становив 48 833 долари США (медіана — 40 000), а середній дохід на одну сім'ю — 65 519 доларів (медіана — 53 750). За межею бідності перебувало 21,4 % осіб, у тому числі 32,9 % дітей у віці до 18 років та 12,9 % осіб у віці 65 років та старших.
Цивільне працевлаштоване населення становило 395 осіб. Основні галузі зайнятості: виробництво — 25,1 %, мистецтво, розваги та відпочинок — 18,7 %, освіта, охорона здоров'я та соціальна допомога — 17,5 %.